# ФК Војводина Бачко Градиште
ФК Војводина из Бачког Градишта је један од најстаријих фудбалских клубова у Србији. Основан је 26. априла 1913. године на оснивачкој скупштини у угоститељском објекту господина Бенца.

## Историја клуба

### Клуб у периоду од 1913. до 1945. године
Првобитно је фудбалски клуб био један од чланова БАК-а - Бачфелдварског (бачкоградиштанског) атлетског клуба. Први зачетници фудбалске игре у Бачком Градишту су били др Исидор Кнежевић и Ференц Хорват, који су као студенти из Прага односно Пеште донели прве фудбалске лопте и правила игре.
Први фудбалери новооснованог клуба клуба били су : др Исидор Кнежевић, браћа Сава и Васа Војновић,  др Лајош Хорват, Ђула Сеп, Живко Радосављев, Јанош и Иштван Цирјак, Милован Миладинов, Јован Бајшански, Јанош Бенц и други.
Прва утакмица је одиграна на јесен те 1913. године против новоформираног клуба из оближњег Чуруга. Друга званична утакмица је одиграна следеће године против тада основаног фудбалског клуба из Бечеја. Након Првог светског рата и прекида спортских активности клуб се обнавља већ априла 1919. године. Прва утакмица после рата одиграна је у Темерину.
За време Краљевине СХС фудбал постаје јако омиљена и масовна спортска игра. Дана 12. априла 1928. године у Бачком Градишту формира се још један фудбалски клуб - Слога, која ће од 1932. године променити име у Југославија. У овом клубу од 1928. до 1931. године играо и био тренер Васа Бутозан, каснији професор на сарајевском и загребачком универзитету.
Године 1935. фузионишу се два клуба и са одличним резултатима такмиче се у првом Б разреду у Краљевини Југославији са најбољим клубовима из Новог Сада, Суботице, Сенте и других већих места.
Тим из 1940. године чинили су : Иван Петровић, Милош Вукадинов, Лајош Фивеши, Борислав Бајазетов, Светомир Татић, Миле Докић, Шандор Ковач, Шандор Балашка, Илија Вукадинов, Лазар Гарић и Михаљ Винце. Пред сам Други светски рат овај тим је изборио пласман у први А такмичарски разред Краљевине.
За време Другог светског рата тридесетак фудбалера учествује у антифашистичкој борби. У Бачком Градишту, БАК наставља да се такмичи и за време рата. Године 1942. фашисти формирају фудбалски клуб Левентал. Као одговор на то српска антифашистичка омладина формира свој омладински фудбалски клуб - Зелена звезда.

### ФК Војводина у периоду од 1945. године до данас
Након Другог светског рата, 20. марта 1945. године у сали омладинског дома одржала се изборна скупштина клуба и на предлог Светомира Татића, предратног истакнутог члана екипе, клуб мења име у „Војводина“. Клуб је после Другог светског рата гајио чист аматеризам али је и као такав успео да се дуги низ година одржи у новосадско-сремској зони поред клубова : Срем (С. Митровица), Кабел (Н. Сад), Славија (Н. Сад), Бачка (Б. Паланка) и др. У сезони `59./`60. клубу је недостајао само бод да се пласира у тадашњу трећу зону, која је била у рангу касније друге лиге. То је до да данас највећи успех клуба.
Најпознатији играчи, тренери и стручњаци који су много помогли клубу били су некадашњи репрезентативци Александар „Аца“ Петровић, Мома Ђукић и један од најпознатијих фудбалских стручњака др Живко Стакић.

## Тренутни статус
Стадион клуба, капацитета 1 500 места за седење, се налази у оквиру спортског центра „Ђорђе Тапавица - Џоја“ крај железничке станице и крај регионалног пута Нови Сад - Бечеј. Спортски центар је свечано отворен 26. априла 1983. године на 70.-у годишњицу оснивања клуба. Том приликом је гостовао шампионски тим Партизана чији је шеф стручног штаба био Милош Милутиновић.
Јубилеј клуба је прослављен и 2003. године када је клуб добио велики пехар поводом 90. година постојања.
Поводом прославе великог јубилеја, 100 година од оснивања Фудбалског клуба "Војводина" из Бачког Градишта, одиграна је ревијална утакмица између слављеника и имењака из Новог Сада. Резултат је био 6:2 за новосађање. Стрелци за наш тим били су Ћирић и Бјелобаба.
Председник клуба од 26. јула 2017. године је Горан Кудрић.
Клуб се у сезони 2017/18 такмичио у међуопштинској лиги Б. Топола-М.Иђош-Врбас-Бечеј-Србобран и у заузео је прво место са учинком 18 победа 1 нерешен резултат и 1 пораз. У сезони 2018/19 . У сезони 2017/18 ФК "Војводина" је победник купа ОФС Бечеј-Србобран у сезони 2017/18 и победник купа ОФС Бечеј-Србобран у сезони 2018/19, победник Купа ПФС "Суботица" у сезони 2018/19 и учесник 1/4 финала Купа Србије на територији ФС Војводине у сезони 2018/19.
Шеф стручног штаба од 2016.до 1. септембра 2018. године био је Зоран Софреновић, од 1. септембра 2018. године до 25. јуна 2021. године, Лазар Дабижљевић',од 1. јула 2021. године до 1. јула 2022. године, Ото Барта, а од 1. јула 2022.годитне Шеф стручног штаба је Светозар Совиљ
ФК "Војводина" из Бачког Градишта, се од сезоне 2019/20 такмичи у Војвођанској лиги "Север".